# Волинь (роман)
Волинь — роман-трилогія українського письменника Уласа Самчука. Перша та друга частини твору були надруковані у 1934 та 1935 роках у львівському часопису «Дзвони». У 1937 році у львівському видавництві «Наша книга» вийшла третя частина роману. 

## Історія створення
Ідея твору виникла в У. Самчука у 1927 році після нелегального перетину польсько-німецького кордону. За словами У. Самчука, «Тематика родинної хроніки з філософським підтекстом вабила тоді читача Європи, над цим думали…Джон Голсуорсі, Томас Манн, Ромен Роллан, Кнут Гамсун. Піти за їх стопами не було б найгіршим вибором, і в моєму всесвіті появилась туманність, з якої поволі вилонювались контури майбутньої «Волині». Сам роман був написаний у Празі.

## Сюжет
Події твору розгортаються у першій чверті 20 сторіччя на території Волині (сучасна Україна).
Матвій Довбенко, селянин, господар, в пошуках більшої земельної частки переїжджає з Дермані до Тилявки, де будує хутір.
Попри побоювання Насті, дружини Матвія, його син, Володько, радіє переїзду, але залишається пов’язаним із Дерманню, де навчається у семінарії після успішного закінчення Тилявської початкової школи. 
Тим часом Матвій поступово розбудовує господарство, проте на заваді його планам стає Перша світова війна. Після розпаду Російської імперії починаються визвольні змагання. Під час боїв за українську державність гине старший син Матвія Василь — офіцер армії УНР.
По завершенню тривалих бойових дій Україна виявляється розділеною між декількома державами. Волинь підпадає під владу Польщі. 
На місцях з’являються представники польської влади, яки починають провадити політику полонізації, обмежуючи українців у правах на освіту, мову, участі у виборчому процесі.
Зачиняється семінарія у Дермані, а учбові знаряддя увозять до іншого міста.
Це бачить Володько, його родина, друзі, мешканці Дермані й Тилявки. Дорослі згадують були часи, молоді — мають на меті змінити життя на краще. Проте бачать для цього різні шляхи. Володька зі своїми друзями, за підтримки Андрія Рони, колишнього поміщика та діючого голови місцевого кооперативу, відкривають осередок «Просвіти», намагаючись підняти рівень культури та освіти, а через це й почуття власної гідності та відчуття національної ідентифікації.
Інша частина місцевої молоді на чолі із Йоном Пацюком, звертає свій погляд на СРСР, де, за чутками, ніби розквітає українська культура. 
Володько ставить собі за мету дістатися Києва, пройти всю Україну, але на кордоні його затримують польські прикордонники. Разом із втікачами з СРСР, яких також затримують польські прикордонники, він потрапляє до тюрми. Від втікачів Володько дізнається про справжній стан в СРСР: свавілля ДПУ, арешти та розстріли всіх незгодних із радянською політикою, жорсткі дії щодо селян-господарників.
По звільненню, він доводить свою точку зору Йону та його прихильникам, але вони оголошують Володьку ворогом.
Деякий час мешканці села ворогують, проте приходять до згоди, коли з СРСР повертається Йон. Він приголомшений, оскільки особисто відчув все, про що йому розповідав Володько.
Тим часом польська влада переслідує як прихильників «Просвіти», так і тих, хто покладався на пролетарську революцію та допомогу СРСР.
Щоб уникнути переслідування та для подальшого навчання, Володько, за порадою своїх друзів, від’їжджає з рідного краю до Праги.
Матвій йде далі шляхом господарника, вважаючи землю та працю на ній єдиним сенсом життя.

## Сприйняття
Після виходу роман «Волинь» «відразу ж привернув увагу критиків і літературознавців. Західноукраїнські та польські дослідники літератури оцінили твір надзвичайно високо», поставивши його серед тогочасних літературних новинок на одне з перших місць.
Аналогічна думка викладена у публікації українського літературознавця Миколи Ткачука, який зазначив, що романи Уласа Самчука, зокрема «Волинь», «засвідчують європейський рівень української літератури».